# Bódi László (motorversenyző)
Bódi László (Debrecen, 1960. december 1. –) magyar salakmotor-versenyző.

## Sportpályafutása
Kétszeres magyar egyéni bajnoki ezüstérmes (1994, 1995). Magyar Ifjúsági Egyéni Bajnokság bronzérmese (1981).
Magyarországot képviselete nemzetközi versenyeken. A csapat-világbajnokság döntőse (Piła 1997 – 7. hely). Az egyéni világbajnoki selejtezők többszörös résztvevője (legjobb eredmény: Pocking 1985 – 16. hely a kontinentális döntőben).
A magyar, osztrák, szlovén és lengyel bajnokságokban szerepelt – a következő klubok színeiben: KKŻ Krosno (1991–1995, 1997), Wanda Kraków (1996, 1998) és Stal Rzeszów (1999).

## Fordítás
Ez a szócikk részben vagy egészben  a   László Bódi (żużlowiec) című lengyel Wikipédia-szócikk fordításán alapul.  Az eredeti cikk szerkesztőit annak laptörténete sorolja fel. Ez a jelzés csupán a megfogalmazás eredetét és a szerzői jogokat jelzi, nem szolgál a cikkben szereplő információk forrásmegjelöléseként.

## Külső hivatkozások
- Laszlo Bodi - legenda krośnieńskiego żużla